# منزل علوان
منزل علوان أو منزل محمد أغا علوان  (النصف الأول من القرن 12 هـ / القرن 18م):
يقع بشارع دهليز الملك ويتكون من ثلاثة أدوار وبالواجهة مدخلان أولهما بارز به باب الوكالة يعلوه زخارف متدرجة أما المدخل فيؤدى إلى السلم ويعلو الباب الأول منور ويعلو الثانى منوران، الدوران العلويان تنقسم كل واجهة كل منها إلى قطاعين رأسيين الأول منهما بارز على ما ورده وبه شباكان وثلاثة مناور والجوانب قواصف تعلوها مناور. أما القطاع الثانى فهو مرتد يشغله شباك يعلوه منور بكل من الدورين.

## وصف المنزل
مـن الداخل؛ يؤدى المدخل الأول إلى دركاه ذات أقبية متقاطعة تؤدى إلى وكالة المنزل التي تتكون من فناء مكشوف تشرف عليه الحواصل التي تتقدمها سقيفة تقوم على أعمدة وتغطى الحواصل أقبية متقاطعة وبالفناء سلم يؤدى إلى الدور الأول (الدهليز) أما الباب الثانى فيؤدى لسلم المنزل حيث يصل إلى الدورين العلويين ويتكون كل منهما من ثلاثة قطاعات يمثل أوسطها الدورقاعة التي تطل على الفناء بشباك مزدوج أما القطاع الأول الجنوبى فيمثل حجرة وخزانة والقطاع الثالث (الشمالى) يمثل حجرة ومرحاض كما توجد بالدور قاعة فتحة لدولاب المناولة. وتتميز الحجرة الجنوبية بالدور الأول علوى أن جدرانها مغطاة ببلاطات القاشانى ذو التأثير المغربى والأندلسى في أشكال زخرفية بديعة.